# Dębicze
Dębicze – wieś w Polsce, położona w województwie wielkopolskim, w powiecie ostrzeszowskim, w gminie Grabów nad Prosną.
| SIMC    | Nazwa   | Rodzaj    |
| ------- | ------- | --------- |
| 0198730 | Kiełpin | część wsi |

Liczba mieszkańców wsi w 2011 roku wynosiła 368 osób.
W latach 1954–1959 wieś należała i była siedzibą władz gromady Dębicze, po jej zniesieniu w gromadzie Grabów nad Prosną. W latach 1975–1998 miejscowość administracyjnie należała do województwa kaliskiego.